# Hephaestus adamsoni
Hephaestus adamsoni is een straalvinnige vissensoort uit de familie van de tijgerbaarzen (Terapontidae). De wetenschappelijke naam van de soort is voor het eerst geldig gepubliceerd in 1940 door Trewavas.